# Мошње (Радовљица)
Мошње (словен. Mošnje) је насељено место у општини Радовљица, Горењска регија, Словенија.

## Историја
До територијалне реорганизације у Словенији било је у саставу старе општине Радовљица.

## Становништво
У попису становништва из 2011. године, Мошње је имало 391 становника.
| Број становника према пописима | Број становника према пописима | Број становника према пописима |
| ------------------------------ | ------------------------------ | ------------------------------ |
| 1991                           | 2002                           | 2011                           |
| 368                            | 350                            | 391                            |

## Галерија
- улаз у насеље
- замак Подвин
- археолошко налазиште "Вила рустика"
- друмски мост